# Marele Premiu al Belgiei din 2022
Marele Premiu al Belgiei din 2022 (cunoscut oficial ca Formula 1 Rolex Belgian Grand Prix 2022) a fost o cursă auto de Formula 1 ce s-a desfășurat între 26-28 august 2022 pe Circuitul Spa-Francorchamps din Stavelot, Belgia. Aceasta a fost cea de-a paisprezecea rundă a Campionatului Mondial de Formula 1 din 2022. Cursa a fost câștigată de Max Verstappen.

## Calificări
Calificările pentru cursă au avut loc pe 27 august, începând cu ora 16:25 CEST. Sesiunea trebuia să înceapă la ora 16:00, dar a fost amânată pentru a permite repararea barierelor în urma unui accident în cursa suport Porsche Supercup.
| Poz.                  | Nr. | Pilot            | Constructor                  | Timpi calificări | Timpi calificări | Timpi calificări | Grila finală |
| Poz.                  | Nr. | Pilot            | Constructor                  | Q1               | Q2               | Q3               | Grila finală |
| --------------------- | --- | ---------------- | ---------------------------- | ---------------- | ---------------- | ---------------- | ------------ |
| 1                     | 1   | Max Verstappen   | Red Bull Racing-RBPT         | 1:44,581         | 1:44,723         | 1:43,665         | 14           |
| 2                     | 55  | Carlos Sainz Jr. | Ferrari                      | 1:45,050         | 1:45,418         | 1:44,297         | 1            |
| 3                     | 11  | Sergio Pérez     | Red Bull Racing-RBPT         | 1:45,377         | 1:44,794         | 1:44,462         | 2            |
| 4                     | 16  | Charles Leclerc  | Ferrari                      | 1:45,572         | 1:44,551         | 1:44,553         | 15           |
| 5                     | 31  | Esteban Ocon     | Alpine-Renault               | 1:46,039         | 1:45,475         | 1:45,180         | 16           |
| 6                     | 14  | Fernando Alonso  | Alpine-Renault               | 1:46,075         | 1:45,552         | 1:45,368         | 3            |
| 7                     | 44  | Lewis Hamilton   | Mercedes                     | 1:45,736         | 1:45,420         | 1:45,503         | 4            |
| 8                     | 63  | George Russell   | Mercedes                     | 1:45,650         | 1:45,461         | 1:45,776         | 5            |
| 9                     | 23  | Alexander Albon  | Williams-Mercedes            | 1:45,672         | 1:45,675         | 1:45,837         | 6            |
| 10                    | 4   | Lando Norris     | McLaren-Mercedes             | 1:45,745         | 1:45,603         | 1:46,178         | 17           |
| 11                    | 3   | Daniel Ricciardo | McLaren-Mercedes             | 1:46,212         | 1:45,767         | N/A              | 7            |
| 12                    | 10  | Pierre Gasly     | AlphaTauri-RBPT              | 1:46,183         | 1:45,827         | N/A              | 8            |
| 13                    | 24  | Zhou Guanyu      | Alfa Romeo-Ferrari           | 1:46,178         | 1:46,085         | N/A              | 18           |
| 14                    | 18  | Lance Stroll     | Aston Martin Aramco-Mercedes | 1:46,256         | 1:46,611         | N/A              | 9            |
| 15                    | 47  | Mick Schumacher  | Haas-Ferrari                 | 1:46,342         | 1:47,718         | N/A              | 19           |
| 16                    | 5   | Sebastian Vettel | Aston Martin Aramco-Mercedes | 1:46,344         | N/A              | N/A              | 10           |
| 17                    | 6   | Nicholas Latifi  | Williams-Mercedes            | 1:46,401         | N/A              | N/A              | 11           |
| 18                    | 20  | Kevin Magnussen  | Haas-Ferrari                 | 1:46,557         | N/A              | N/A              | 12           |
| 19                    | 22  | Yuki Tsunoda     | AlphaTauri-RBPT              | 1:46,692         | N/A              | N/A              | PL           |
| 20                    | 77  | Valtteri Bottas  | Alfa Romeo-Ferrari           | 1:47,866         | N/A              | N/A              | 13           |
| Regula 107%: 1:51,901 |     |                  |                              |                  |                  |                  |              |
| Sursa:                |     |                  |                              |                  |                  |                  |              |

Note
- ^1 – Max Verstappen a fost obligat să înceapă cursa din spatele grilei pentru depășirea cotei sale de elemente ale unității de putere. El a primit, de asemenea, o penalizare de cinci locuri pe grila pentru o nouă transmisie a cutiei de viteze. Penalizarea nu a făcut nicio diferență, deoarece el trebuia să înceapă deja din spatele grilei.[1]
- ^2 – Charles Leclerc a fost obligat să înceapă cursa din spatele grilei pentru depășirea cotei sale de elemente ale unității de putere. El a primit, de asemenea, o penalizare de 10 locuri pe grilă pentru o nouă linie de transmisie și carcasa cutiei de viteze. Penalizarea nu a făcut nicio diferență, deoarece el trebuia să înceapă deja din spatele grilei.[1]
- ^3 – Esteban Ocon a fost obligat să înceapă cursa din spatele grilei pentru depășirea cotei sale de elemente ale unității de putere.[1]
- ^4 – Lando Norris a fost obligat să înceapă cursa din spatele grilei pentru depășirea cotei sale de elemente ale unității de putere.[1]
- ^5 – Zhou Guanyu a primit o penalizare de 10 locuri la grilă pentru o nouă linie de transmisie a cutiei de viteze și o nouă carcasă a cutiei de viteze. Apoi, a trebuit să înceapă cursa din spatele grilei pentru că și-a depășit cota de elemente ale unității de putere.[1]
- ^6 – Mick Schumacher a primit o penalizare de 10 locuri la grilă pentru depășirea cotei sale de elemente ale unității de alimentare. El a primit, de asemenea, o penalizare de 10 locuri pe grilă pentru o nouă transmisie și carcasa cutiei de viteze. Apoi, a trebuit să înceapă cursa din spatele grilei pentru că și-a depășit cota de elemente ale unității de putere.[1]
- ^7 – Yuki Tsunoda s-a calificat pe locul 13, dar a fost obligat să înceapă cursa din spatele grilei pentru că și-a depășit cota de elemente ale unității de putere. Noile elemente ale unității de putere au fost schimbate în timp ce mașina era sub parcul închis fără permisiunea delegatului tehnic. Apoi, a fost nevoit să înceapă cursa de pe linia boxelor.[7]
- ^8 – Valtteri Bottas a primit o penalizare de 15 locuri la grilă pentru depășirea cotei sale de elemente ale unității de alimentare. De asemenea, a primit o penalizare de cinci locuri pe grilă pentru o nouă carcasă a cutiei de viteze.[1]

## Cursă
Cursa a avut loc pe 28 august și a început la ora locală 15:00.
| Poz.                                                                           | Nr. | Pilot            | Constructor                  | Tururi | Timp/Retras | Grilă | Puncte |
| ------------------------------------------------------------------------------ | --- | ---------------- | ---------------------------- | ------ | ----------- | ----- | ------ |
| 1                                                                              | 1   | Max Verstappen   | Red Bull Racing-RBPT         | 44     | 1:25:52,894 | 14    | 26     |
| 2                                                                              | 11  | Sergio Pérez     | Red Bull Racing-RBPT         | 44     | +17,841     | 2     | 18     |
| 3                                                                              | 55  | Carlos Sainz Jr. | Ferrari                      | 44     | +26,886     | 1     | 15     |
| 4                                                                              | 63  | George Russell   | Mercedes                     | 44     | +29,140     | 5     | 12     |
| 5                                                                              | 14  | Fernando Alonso  | Alpine-Renault               | 44     | +1:13,256   | 3     | 10     |
| 6                                                                              | 16  | Charles Leclerc  | Ferrari                      | 44     | +1:14,936   | 15    | 8      |
| 7                                                                              | 31  | Esteban Ocon     | Alpine-Renault               | 44     | +1:15,640   | 16    | 6      |
| 8                                                                              | 5   | Sebastian Vettel | Aston Martin Aramco-Mercedes | 44     | +1:18,107   | 10    | 4      |
| 9                                                                              | 10  | Pierre Gasly     | AlphaTauri-RBPT              | 44     | +1:32,181   | PL    | 2      |
| 10                                                                             | 23  | Alexander Albon  | Williams-Mercedes            | 44     | +1:41,900   | 6     | 1      |
| 11                                                                             | 18  | Lance Stroll     | Aston Martin Aramco-Mercedes | 44     | +1:43,078   | 9     |        |
| 12                                                                             | 4   | Lando Norris     | McLaren-Mercedes             | 44     | +1:44,739   | 17    |        |
| 13                                                                             | 22  | Yuki Tsunoda     | AlphaTauri-RBPT              | 44     | +1:45,217   | PL    |        |
| 14                                                                             | 24  | Zhou Guanyu      | Alfa Romeo-Ferrari           | 44     | +1:46,252   | 18    |        |
| 15                                                                             | 3   | Daniel Ricciardo | McLaren-Mercedes             | 44     | +1:47,163   | 7     |        |
| 16                                                                             | 20  | Kevin Magnussen  | Haas-Ferrari                 | 43     | +1 tur      | 12    |        |
| 17                                                                             | 47  | Mick Schumacher  | Haas-Ferrari                 | 43     | +1 tur      | 19    |        |
| 18                                                                             | 6   | Nicholas Latifi  | Williams-Mercedes            | 43     | +1 tur      | 11    |        |
| Ab                                                                             | 77  | Valtteri Bottas  | Alfa Romeo-Ferrari           | 1      | Accident    | 13    |        |
| Ab                                                                             | 44  | Lewis Hamilton   | Mercedes                     | 0      | Avarii      | 4     |        |
| Cel mai rapid tur: Max Verstappen (Red Bull Racing-RBPT) – 1:49,354 (turul 32) |     |                  |                              |        |             |       |        |
| Sursa:                                                                         |     |                  |                              |        |             |       |        |

Note
- ^1 – Include un punct pentru cel mai rapid tur.[9]
- ^2 – Charles Leclerc a terminat pe locul cinci, dar a primit o penalizare de cinci secunde pentru depășirea vitezei pe linia boxelor.[8]
- ^3 – Pierre Gasly s-a calificat pe locul opt, dar a început cursa de pe linia boxelor din cauza unei probleme electronice. Locul lui pe grilă a rămas liber.[8]

## Clasamentele campionatelor după cursă
|        | Poz. | Pilot            | Pct. |
| ------ | ---- | ---------------- | ---- |
|        | 1    | Max Verstappen   | 284  |
| 1      | 2    | Sergio Pérez     | 191  |
| 1      | 3    | Charles Leclerc  | 186  |
| 1      | 4    | Carlos Sainz Jr. | 171  |
| 1      | 5    | George Russell   | 170  |
| Sursa: |      |                  |      |

|        | Poz. | Constructor          | Pct. |
| ------ | ---- | -------------------- | ---- |
|        | 1    | Red Bull Racing-RBPT | 475  |
|        | 2    | Ferrari              | 357  |
|        | 3    | Mercedes             | 316  |
|        | 4    | Alpine-Renault       | 115  |
|        | 5    | McLaren-Mercedes     | 95   |
| Sursa: |      |                      |      |

- Notă: Doar primele cinci locuri sunt prezentate în ambele clasamente.